# Pinggau
Pinggau är en ort och köpingskommun i distriktet Hartberg-Fürstenfeld i förbundslandet Steiermark i Österrike.
Kommunen består av elva orter (Ortschaften) (inom parentes invånarantal 1 januari 2024):

- Baumgarten (119)
- Dirnegg (187)
- Haideggendorf (239)
- Koglreith (80)
- Pinggau (1 338)
- Schaueregg (232)
- Sinnersdorf (257)
- Sparberegg (182)
- Steirisch-Tauchen (182)
- Tanzegg (107)
- Wiesenhöf (171)